# Kadua affinis
Kadua affinis ist eine Pflanzenart aus der Gattung Kadua in der Familie der Rötegewächse (Rubiaceae). Sie kommt endemisch auf Hawaii vor.

## Beschreibung

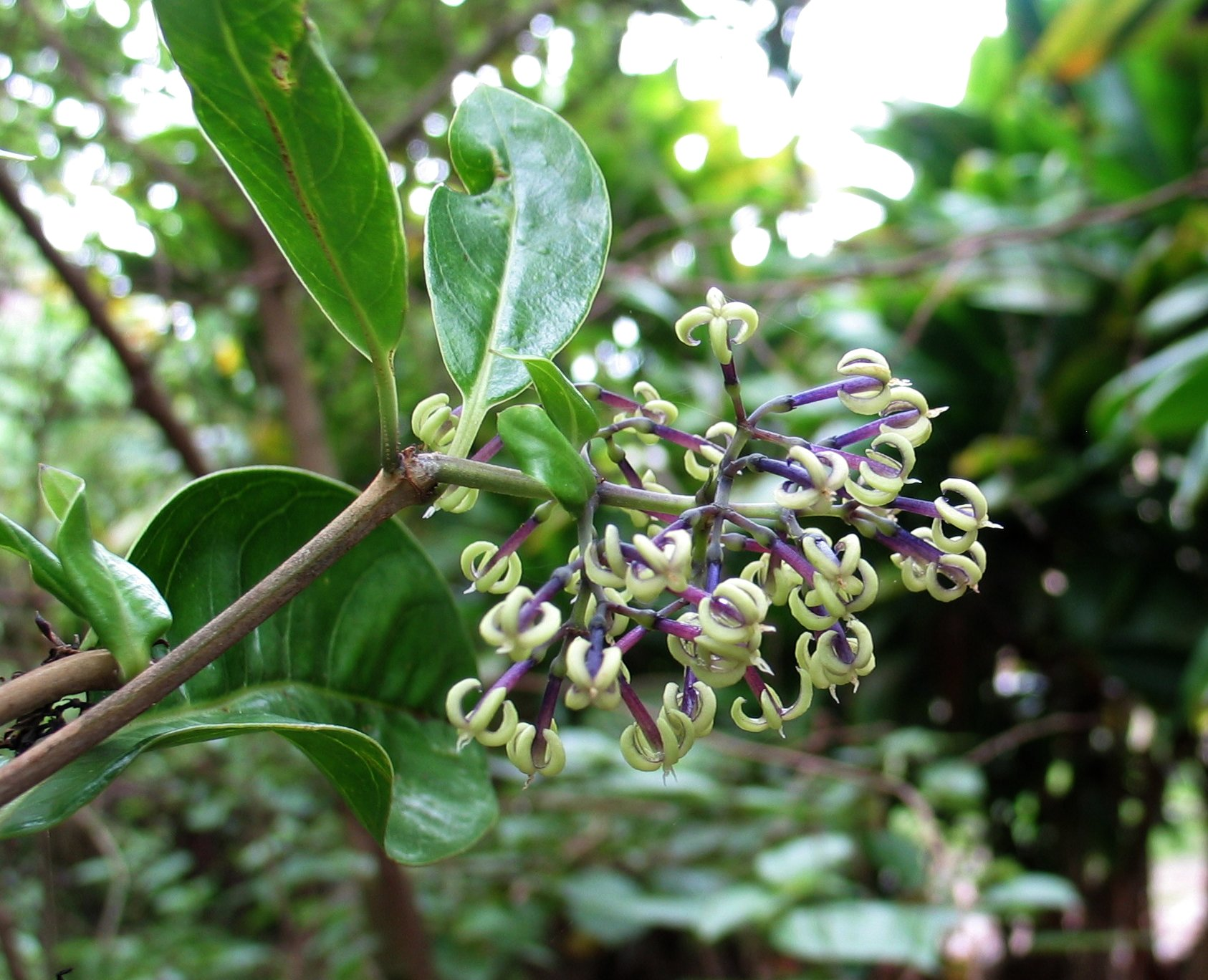
Blütenstand von Kadua affinis

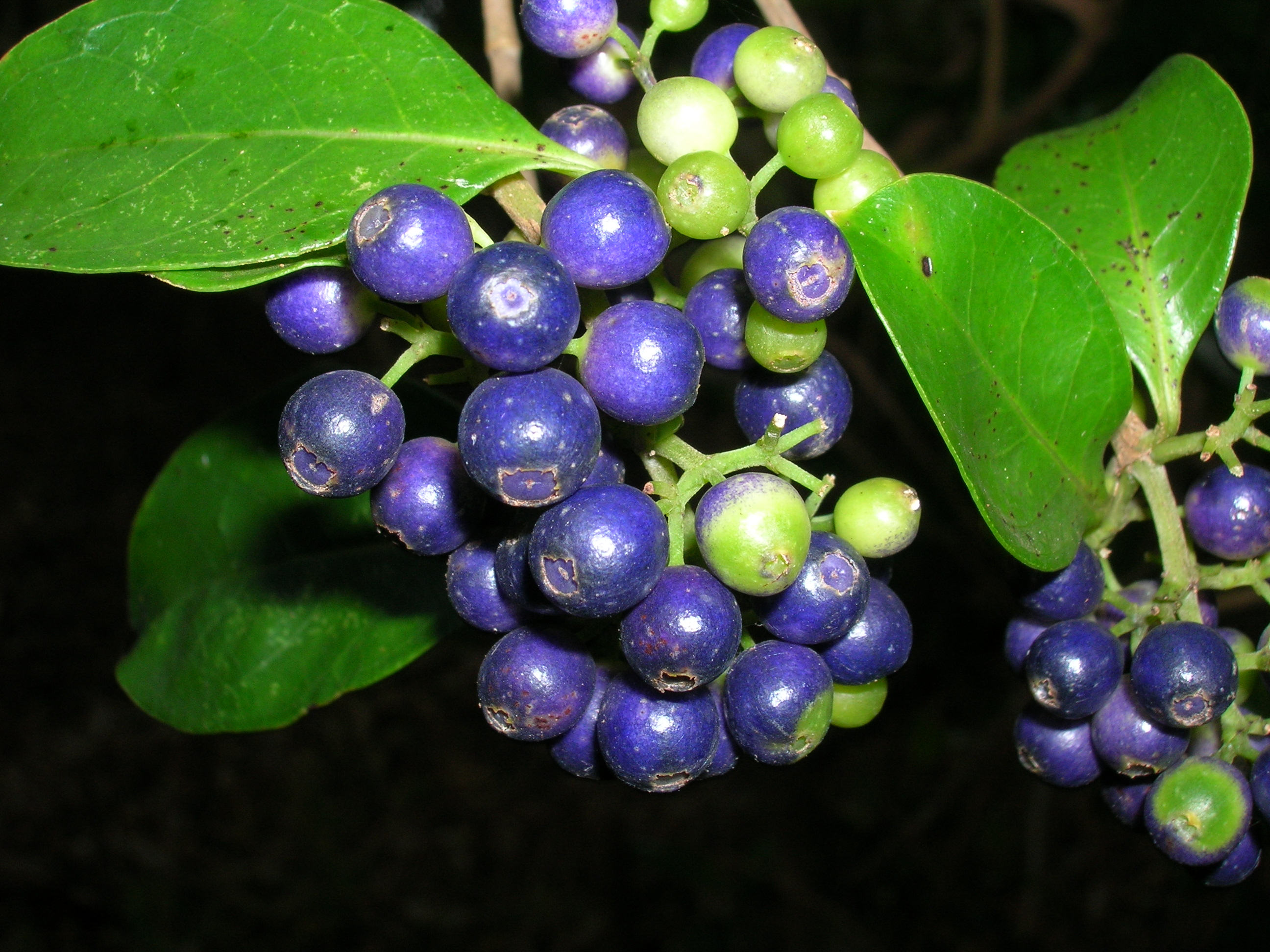
Früchte von Kadua affinis

### Vegetative Merkmale
Kadua affinis wächst als Strauch, Liane oder kleiner Baum, der Wuchshöhen von bis zu 5 Metern erreichen kann.
Die gegenständig an den Zweigen angeordneten Laubblätter sind in einen Blattstiel und eine Blattspreite gegliedert. Der Blattstiel ist 0,2 bis 3 Zentimeter lang. Die einfache, membran- oder papierartige bis ledrige Blattspreite ist bei einer Länge von 2 bis 23 Zentimetern sowie einer Breite von 0,8 bis 8 Zentimetern von verkehrt-eiförmig über elliptisch und länglich bis länglich-lanzettlich, gelegentlich auch annähernd kreisförmig. Die Oberseite der Blattspreite ist kahl, während die Unterseite kahl oder fein behaart ist, wobei die Behaarung manchmal nur entlang der Blattadern auftritt. Die Spreitenbasis läuft herz- oder keilförmig, gestutzt oder schmal zulaufend zu, die Spreitenspitze ist stumpf, abgerundet, spitz oder kurz zugespitzt und der gelegentlich zurück gebogene Spreitenrand ist ganzrandig. Von jeder Seite der Blattmittelader zweigen mehrere, mehr oder weniger auffällige Seitenadern ab. Die Nebenblätter ähneln den Laubblättern, sind mit der Basis des Blattstieles verwachsen und bilden dadurch eine Blattscheide. Die Blattscheide ist 2,5 bis 16 Millimeter lang.

### Generative Merkmale
Die endständigen, selten auch achselständigen, hängenden oder aufrechten rispigen Blütenstände werden 3 bis 25 Zentimeter lang. Gelegentlich treten auch kürzere Blütenstände an kurzen, belaubten Seitenästen auf. Der kahle oder fein behaarte Blütenstandsstiel ist 0,4 bis 3,5 Zentimeter lang. Die Blütenstände enthalten mehrere gestielte Einzelblüten. Die fein behaarten Blütenstiele werden 0,1 bis 0,4 Zentimeter lang.
Die vierzähligen Blüten sind radiärsymmetrisch. Die Kelchblätter sind miteinander zu einer Kelchröhre verwachsen. Die mehr oder weniger bewimperten Kelchlappen sind bei einer Länge von 0,5 bis 2,2 Millimetern dreieckig, dreieckig-eiförmig bis länglich-dreieckig geformt. Die fleischigen, kahlen oder fein behaarten Kronblätter sind stieltellerförmig miteinander verwachsen. Die violette oder grüne Kronröhre erreicht eine Länge von 0,4 bis 1,5 Zentimeter und hat einen annähernd quadratischen Querschnitt. Die vier gelblich grünen und meist violett gesprenkelten Kronlappen erreichen Längen von 0,2 bis 0,7 Zentimetern und haben an der Spitze ein fleischiges Anhängsel.
Die beerenartigen Kapselfrüchte erreichen Durchmesser von 0,4 bis 1,2 Zentimeter und sind zur Reife dunkelblau bis violettschwarz gefärbt. Auf der Frucht bleiben die Kelchlappen lange erhalten. Jede der Früchte enthält mehrere Samen.

### Chromosomenzahl
Die Chromosomenzahl beträgt 2n = ca. 93*, 95*, 96*, 98*, 100*, 102-105*.

## Verbreitung
Das natürliche Verbreitungsgebiet von Kadua affinis liegt auf einigen zu Hawaii gehörenden Inseln. Kadua affinis ist ein Endemit, der auf den Inseln Hawaiʻi, Kauaʻi, Lānaʻi, Maui Molokaʻi und Oʻahu vorkommt.
Kadua affinis gedeiht in Höhenlagen von 260 bis 2040 Metern. Die Art wächst dort in mäßig feuchten bis feuchten Wäldern, gelegentlich auch in Sümpfen und mäßig feuchten Buschland.

## Taxonomie
Die Erstbeschreibung als Kadua affinis erfolgte 1829 durch Adelbert von Chamisso und Diederich Franz Leonhard von Schlechtendal in Linnaea. Das Artepitheton affinis bedeutet so viel wie benachbart, miteinander verbunden oder verwandt.